# Pitanéi Arkeszilaosz
Pitanéi Arkeszilaosz (ógörögül: Ἀρκεσίλαος,latinul: Arcesilaus), (Pitané, i. e. 315 – Athén, i. e. 241) görög filozófus. A dialektikus szkepticista Középső Akadémia néven ismert filozófiai iskola egyik alapítója és első vezetője volt volt.

## Élete
Arkeszilaosz az anatóliai Pitané nevű településen született. Első tanítója a matematikus Autolükosz volt, később egy athéni szemész, Xantosz tanítványa lett, majd Theophrasztoszé és még később Krantóré. Diogenész Laertiosz feljegyzéseiből tudjuk, hogy tékozló életet élt s „szeretett lakmározni, de csak azokkal akik vele egy véleményen voltak.” Bár nyilvánosan együtt élt két hetérával és a férfiakat sem vetette meg, sohasem nősült meg és gyerekei sem születtek. Szmürnai Hermipposzra hivatkozva Diogenész azt állítja, hogy Arkeszilaosz hetvenöt éves korában halt meg, halálát „keveretlen bor túlzott fogyasztása” okozta.

## Filozófiája
Arkeszilaosz meglátása szerint nincs megítélhető különbség az igaz és a hamis percepció között. Tanításaiban azt a szkeptikus gyakorlatot alkalmazta, hogy bármely kérdésről is volt szó, mindkét lehetséges válasz mellett/ellen érvelt.
Valószínűleg Arkeszilaosztól származik az akadémiai szkepszis Cicerótól idézett négy fő tétele: Az első: létezik hamis képzet; a második: ez nem fogható fel; a harmadik: ha van több képzetünk, amelyek semmiben sem különböznek egymástól, lehetetlen, hogy közülük egyeseket fel lehessen fogni, másokat nem; a negyedik: egy olyan, érzéki eredetű igaz képzet sincs, amely mellett ne állna ott egy másik képzet, amely attól semmiben sem különbözik, amelyet viszont nem lehet felfogni. Figyelembe véve azt a kritériumot is miszerint nem mindig tudunk megkülönböztetni egymástól megragadó és nemmegragadó képzeteket (részegség ill. álomargumentum) azt a következtetést vonta le a filozófus, hogy fel kell függesztenünk az ítéleteinket.

## További irodalom
- Ókori lexikon I–II. Szerk. Pecz Vilmos. Budapest: Franklin Társulat. 1902–1904.